# Caldea
|  | Per al centre termolúdic a Andorra vegeu Centre Termolúdic Caldea |

Caldea (Kaldi) va seu un país que va existir entre finals del segle x aC o principis del segle ix aC fins a mitjans del segle vi aC. Després, el país i els seus habitants van ser assimilats per Babilònia. El seus habitants s'anomenaven caldeus, i parlaven una llengua semítica. La Bíblia fa servir la paraula Kaśdim (כשדים) per referir-se a aquest poble, que la Septuaginta tradueix per "caldeus".
El país es trobava a la zona pantanosa de l'extrem sud-est de Mesopotàmia, i va arribar a governar durant uns anys Babilònia amb el nom de Dinastia caldea, segons la Llista dels reis de Babilònia. Durant un període de debilitat del regne de Babilònia, que parlava una llengua semítica oriental, van arribar al país noves tribus de parla semítica occidental des de l'orient, entre els segles XI i IX aC. Els primers pobles que van arribar van ser els suteus i els arameus, seguits un segle més tard pels caldeus. Salmanassar III registra la seva aparició cap a l'any 850 aC. Assíria, l'estat veí, va ser prou fort com per repel·lir les invasions. Aquests caldeu nòmades es van establir a la riba esquerra de l'Eufrates principalment. Encara que per poc temps, el nom de Caldea va significar tota la terra de Mesopotàmia, sobretot per la literatura bíblica. Era un nom geogràfic, ja que en realitat ocupava només les terres planes i pantanoses entre les desembocadures de l'Eufrates i el Tigris.

## El país
A inicis del segle ix aC i fins a finals del segle viii aC, hi va haver un país anomenat Mat Kaldi, un petit territori de vegades independent fundant per pobles migrants durant l'Imperi Neoassiri (911 aC - 612 aC) situat al sud-est de Babilònia, vora del golf Pèrsic. Aquest país també s'anomenava Bit Yakin, aparentment un sinònim. Bit Yakin era el nom de la més gran i poderosa de les cinc tribus dels caldeus, i el territori va prendre el seu nom. No es coneix l'extensió d'aquest país, però s'estenia a l'est de l'Eufrates fins a Elam, encara que alguns historiadors pensen que estava a l'oest de l'Eufrates i d'Ur. Ocupava una part de l'antic País de la Mar. Sargon II d'Assíria l'anomena, i diu que s'estenia fins a Dilmun, o "la terra marítima". Quan es parlava de Caldea sembla que volia dir les terres baixes i pantanoses al voltant dels estuaris del Tigris i de l'Eufrates, que en aquell moment abocaven les seves aigües al mar a través de desembocadures separades. El rei de Caldea s'anomenava també rei de Bit Yakin, i el que ara es coneix com a golf Pèrsic s'anomenava "el mar de Bit Yakin" i de vegades el "mar de Caldea".
Caldea va significar un territori més ampli i es va convertir en sinònim de Mesopotàmia en temps de la Dinastia caldea que va governar Babilònia del 625 aC al 539 aC, sobretot per les mencions que en fa la Bíblia que es devia compondre en aquest període, i correspondria a la captivitat del poble jueu a Babilònia. El Llibre de Jeremies menciona amb freqüència als caldeus, i també Habacuc i Isaïes

## Història
No hi ha dades certes, però sembla que els caldeus van arribar al sud de Babilònia en temps del rei Ninurta-kudurri-usur I (987 aC a 986 aC), o del rei d'Assíria Teglatfalassar II (967 aC a 935 aC), o potser a l'inici del regnat de Marduk-zakir-shumi I (855 aC a 819 aC). Durant un segle aproximadament aquestes tribus seminòmades no van jugar cap paper a la història, dominats pels reis autòctons babilonis o potser pels arameus de la regió, una de les forces principals, juntament amb els assiris i els babilonis i el país d'Elam. Salmanassar III, a petició del rei de Babilònia Marduk-zakir-shumi I, va envair aquell país per vèncer al germà del rei que s'havia rebel·lat. El rei assiri va conquerir també els territoris que ocupaven les tribus de caldeus, sense que, pel que sembla, haguessin mostrat cap hostilitat i segurament no eren una amenaça pel rei de Babilònia. Els caldeus van estar sotmesos als reis de Babilònia durant els següents setanta-dos anys fins que un rei caldeu anomenat Marduk-apla-usur (ca. 780–769 a C) va destronar Marduk-bel-zeri (790 aC i 780 aC) en una època de turbulències. Marduk-bel-zeri era vassall del rei d'Assíria Salmanassar IV, que en aquells moments combatia en una guerra civil al seu país. Aquest fet va ser un precedent, i els caldeus aprofitaven els períodes de debilitat dels assiris per assumir el tron de Babilònia. Salmanassar IV va atacar i va derrotar Marduk-apla-usur, ocupant el nord de Babilònia i forçant-lo a signar un tractat fronterer favorable d'Assíria. El rei li va permetre continuar al tron, però sotmès a Assíria. Eriba-Marduk, un altre caldeu, el va succeir el 769 aC i després va pujar al tron el seu fill, Nabu-shuma-ishkun l'any 761 aC. Els dos reis babilonis eren vassalls del nou rei assiri Aixurdan III (773 aC-755 aC).
Un rei nadiu anomenat Nabonassar (748 aC-734 aC) va recuperar el tron fent fora els caldeus i va aconseguir estabilitzar el país. Els caldeus no tornen a ser mencionats durant tres dècades, però durant aquest temps, els babilonis i les tribus dels caldeus i dels arameus van caure sota el domini del poderós rei assiri Teglatfalassar III (745 aC-727 aC), que va introduir l'arameu com a llengua franca al seu imperi. Al principi Teglatfalassar va deixar el tron en mans de Nabonassar i dels seus successors Nabu-nadin-zeri, Nabu-shuma-ukin II i Nabu-mukin-zeri, sota la seva supervisió, però més endavant (729 aC) va decidir governar Babilònia directament, cosa que també va fer el seu successor Salmanassar V. Mentre Sargon II (722 aC-705 aC), successor de Salmanassar, lluitava contra els escites i els cimmeris que atacaven el seu regne, i contra els egipcis que buscaven ocupar les seves terres, els caldeus van aprofitar la situació i el príncep caldeu de Bit Yakin Marduk-Apal-Iddina II es va aliar amb Elam i va prendre breument el control de Babilònia entre els anys 721 aC i 710 aC. Quan Sargon II va resoldre els seus conflictes, vencent els egipcis, escites i cimmeris, va atacar Babilònia i va vèncer a Marduk-Apal-Iddina II el 710 aC, derrotant de pas als seus aliats elamites. Marduk-Apal-Iddina va fugir a refugiar-se a Elam. L'any 703 aC, va recuperar breument el tron al destronar Marduk-zakir-shumi II, que era un rei titella del rei assiri Sennàquerib (705 aC-681 aC). Va ser vençut i va poder fugir altre cop a Elam, des d'on va intentar encara una nova revolta l'any 700 aC ara en terres de Bit Yakin. A Babilònia s'hi va instal·lar breument un rei nadiu, Bel-ibni (703 aC-700 aC), dominat completament pel rei d'Assíria.
Més tard, el caldeu Nergal-ushezib (694 aC-693 aC) va deposar i assassinar al rei Assur-nadin-shumi (700 aC-694 aC), fill de Sennàquerib. Els caldeus i els babilonis es van tornar a aliar amb els elamites per donar aquest cop. Sennàquerib, enfurismat, va envair Elam i Caldea, va assaltar Babilònia i la va destruir en gran part. Com que Babilònia era considerada una ciutat sagrada fins i tot pels assiris, els fills de Sennàquerib el van assassinar per aquest sacrilegi. El rei Assarhaddon (681 aC-669 aC), un dels seus fills, va reconstruir completament Babilònia i va portar la pau a la regió. Durant els 60 anys següents, Babilònia i Caldea van estar sota un control estricte d'Assíria. Una nova revolta contra els assiris no la va dur a terme un caldeu, sinó un assiri, Shamash-shum-ukin (668 aC-648 aC), germà d'Assurbanipal, rei d'Assíria. Aquest rei, després de setze anys de regnat pacíficament sotmès, va voler sortir del domini del seu germà i va proclamar que la ciutat de Babilònia havia de ser la seu de l'Imperi Assiri, i no Nínive ni Assur, i l'any 652 aC va aixecar contra Assurbanipal una coalició de pobles, entre altres els caldeus, els elamites, els babilonis, els perses, els medes, els arameus, els israelites, els àrabs i els cananeus, a més d'alguns assiris desafectes. Va seguir una guerra que va durar cinc anys, i el rei assiri va triomfar sobre el seu germà rebel l'any 648 aC. Assurbanipal va donar un càstig exemplar a totes les forces aliades, va destruir completament Elam, i va posar al front del regne de Babilònia un governador assiri anomenat Kandalanu que va portar la tranquil·litat durant vint anys. Després de la mort d'Assurbanipal (i de Kandalanu) es van produir una sèrie de guerres internes a Assíria que van portar a la caiguda de l'Imperi Neoassiri. Va pujar al tron d'Assíria Aixuretililani (626 aC-623 aC), que en una sèrie de lluites internes va caure enderrocat. Assíria va patir la rebel·lió de tots els estats vassalls, des de Xipre fins a Pèrsia i les terres del Caucas. Llavors Nabopolassar, un cap dels caldeus, va aprofitar el moment i es va apoderar de Babilònia l'any 623 aC, amb l'ajuda dels habitants de la ciutat. Aixuretililani va anar al seu encontre amb un exèrcit poderós, però la inestabilitat al seu país el va fer tornar enrere i Nabopolassar va consolidar el seu domini sobre la ciutat conquerint Nippur el 619 aC. Nabopolassar va fundar la dinastia caldea de Babilònia de la que en va ser Nabucodonosor II, el seu fill, el representant més il·lustre. Dues vegades derrotà els assiris, primer el 616 aC i després el 615 aC, a Arapka tot i que no va aconseguir apoderar-se d'Assur.
Nabopolassar es va aliar amb un altre dels antics vassalls d'Assíria, Ciaxares, rei de Mèdia (625 aC-585 aC), que dominava el que abans havia estat Pèrsia. Van organitzar una aliança que incloïa medes, perses, sagartis, parts, caldeus i babilonis, i els escites i els cimmeris del nord que van iniciar un atac per sorpresa sobre Assíria l'any 615 aC, i es van apoderar de Nimrud. Sinxarixkun d'Assíria (626 aC-612 aC) va intentar un contraatac el 613 aC, però la coalició va fer un atac massiu l'ant 612 aC assetjant, conquerint i saquejant Nínive i matant Sinxarixkun. Aixurubal·lit II (612 aC-605 aC) va ocupar el tron d'Assíria i va fundar una nova capital a Haran on va resistir fins a l'any 605 aC, quan les restes de l'exèrcit assiri juntament amb les forces egípcies que havia enviat el faraó Necó II per ajudar-lo, van ser vençudes per la coalició a Carquemix. El rei caldeu de Babilònia va governar tota la Mesopotàmia del sud, i la part nord d'Assíria va quedar sota domini dels medes. L'any 604 aC va pujar al tron de Babilònia el rei caldeu Nabucodonosor II (604 aC-562 aC). Aquest rei va engrandir la ciutat de babilònia, la va emmurallar de nou, va construir el ziggurat anomenat Etemenanki i va reconstruir les ciutats del país enderrocades durant les guerres. Va eixamplar el territori conquerint Tir, Sidó i Damasc i va dirigir nombroses campanyes contra les tribus hostils del nord. També va ocupar Jerusalem l'any 597 aC, capturant el seu rei Jeconies, destruint el Temple de Salomó i deportant milers d'israelites a Babilònia. Cap a l'any 572 aC, Nabucodonosor tenia el control total de Babilònia, Caldea, Aramea (Síria), Fenícia, Israel, Judà, Canaan, Samarra, Jordània, el nord d’Aràbia i algunes parts de l’Àsia Menor. Nabucodonosor va morir de malaltia el 562 aC després d'un any de corregnat amb el seu fill Amel-Marduk, que va ser deposat el 560 aC després d'un regnat de només dos anys.
Neriglissar (560 aC-556 aC) va pujar al tron, i no se sap si era realment caldeu, però sí que estava casat amb una princesa familiar de Nabucodonosor. El va seguir Labashi-Marduk l'any 556 aC, del que tamboc se sap si era caldeu o babiloni i que només va regnar uns mesos. Nabònides (556 aC-539 aC) el va enderrocar, posant fi a l'Imperi Neobabilònic. No era caldeu, sinó un assiri d'Haran, la última capital d'Assíria. Ell i el seu fill Baltasar van ser destituïts pels perses sota el comandament de Cir II el Gran l'any 539 aC.

## Altres usos del nom
Quan es parla dels kaldu o dels kalde es pot fer referència als caldeus, o també als khaldu o khalde, adoradors del deu Khaldi, els habitants originals (abans de l'emigració armènia) del que va ser el regne d'Urartu.
Quan l'Imperi babilònic va ser absorbit per l'Imperi persa aquemènida, el nom de "caldeu" va deixar de fer referència a una ètnia o terra determinada, però va seguir utilitzat durant un temps per descriure un tipus d'astròlegs i astrònoms que vivien al sud de Mesopotàmia. Els perses consideraven els caldeus mestres de lectura i escriptura, i especialment versats en totes les formes d'encanteris, bruixeria, i arts màgiques. Els astròlegs i els astrònoms s'anomenaven caldeus, i amb aquest significat específic es troba al Llibre de Daniel i també als escriptors clàssics, com Estrabó.